# Turner Entertainment

Logo da Turner Entertainment de 1986–2015.

Turner Entertainment Company, Inc. é uma empresa estadunidense de mídia fundada por Ted Turner. De propriedade da Warner Bros., a empresa é em grande parte responsável por supervisionar a sua biblioteca para a distribuição mundial.

## História
Em 25 de março de 1986, Ted Turner e sua empresa Turner Broadcasting System adquiriram a MGM da Kirk Kerkorian por US$ 600 milhões e a renomearam como MGM Entertainment Company, Inc. No entanto, devido às preocupações da comunidade financeira sobre dívidas No comando de suas empresas, em 26 de agosto de 1986, ele foi forçado a vender a MGM de volta à Kerkorian por aproximadamente US$ 300 milhões.
A biblioteca também inclui pré-títulos da Warner Bros. de 1950, desenhos Fleischer Studios/ Famous Studios como Popeye, originalmente projetada pela Paramount Pictures, direitos de distribuição dos Estados Unidos/ Canadá/ América Latina/ Austrália da biblioteca da RKO Radio Pictures, e a Gilligan's Island e suas empresas de animação derivada.
Em 3 de outubro de 1988, a Turner Broadcasting lançou a rede TNT e, mais tarde, a Turner Classic Movies para usar sua antiga biblioteca MGM / UA. Assim, Turner desempenhou um papel importante na preservação e restauração de filmes. Através da difusão de filmes clássicos como O Mágico de Oz, Casablanca, Cantando na chuva, O que o vento levou, Citizen Kane , King Kong e Desfile de Páscoa, em vários canais a cabo afiliados à Turner, além de ser exibido antes dos cinemas de avivamento e vídeo doméstico em todo o mundo, Turner apresenta uma nova geração a esses filmes e garante que eles não sejam esquecidos.
Em 29 de novembro de 1989, Turner fez outra tentativa de comprar a MGM / UA, mas o negócio falhou, e Turner criou a Turner Pictures e a Turner Pictures Worldwide.
Em 1991, Turner comprou a Hanna-Barbera Productions e a maior parte da biblioteca Ruby-Spears Productions anterior a 1991 da Great American Broadcasting. Logo após a Turner Broadcasting lançar o Cartoon Network, e mais tarde o Boomerang, para usar sua vasta biblioteca de animação.
Em 1993, Turner comprou a Castle Rock Entertainment e a New Line Cinema.

## Companhia de produção
A Turner Entertainment, como produtora, também cria programação interna original, como documentários sobre os filmes que possui, novo material de animação baseado em Tom & Jerry e outras propriedades relacionadas a desenhos animados, e já produziu filmes para TV, minisséries e filmes teatrais como Gettysburg, Tom e Jerry: The Movie, Fallen, The Pagemaster e Cats Don't Dance sob a bandeira Turner Pictures.
Turner também tinha uma unidade de vendas de distribuição internacional, denominada Turner Pictures Worldwide Distribution, Inc. A Turner Pictures entrou na Warner Bros. após a fusão da Turner-Time Warner e atualmente detém os direitos de distribuição dos filmes feitos pela divisão de produção.